# Małopolanin Roku
Małopolanin Roku – nagroda przyznawana od 1995 przez Stowarzyszenie Gmin i Powiatów Małopolski wybitnym osobom wywodzącym się z regionu historycznej Małopolski.
W 1996 pierwszy i jedyny tytuł Honorowego Małopolanina otrzymał papież Jan Paweł II

## Lista nagrodzonych
Lista laureatów nagrody:
- 1995: prof. Andrzej Zoll
- 1996: Marian Krzaklewski oraz Wisława Szymborska
- 1997: Adam Bachleda-Curuś oraz bp Ignacy Tokarczuk
- 1998: prof. Zbigniew Brzeziński oraz gen. Bohdan „Tytus” Zieliński
- 1999: Czesław Miłosz oraz Andrzej Wajda
- 2000: Kazimierz Barczyk oraz kard. Franciszek Macharski
- 2001: prof. Stefan Grzybowski oraz Stanisław Lem
- 2002: prof. Antoni Dziatkowiak oraz Jerzy Nowosielski
- 2003: prof. Henryk Mikołaj Górecki oraz prof. Krzysztof Penderecki
- 2004: Robert Korzeniowski oraz Sławomir Mrożek
- 2005: Adam Bujak oraz prof. Franciszek Ziejka
- 2006: kard. Stanisław Dziwisz oraz prof. Jerzy Stępień
- 2007: Adam Małysz oraz prof. Jerzy Sadowski
- 2008: prof. Michał Heller oraz prof. Jacek Woźniakowski
- 2009: prof. Jerzy Buzek, prof. Karol Musioł oraz prof. Antoni Tajduś
- 2010: Anna Dymna oraz kard. Kazimierz Nycz
- 2011: Igor Mitoraj oraz prof. Ryszard Tadeusiewicz
- 2012: prof. Andrzej Białas oraz abp Wiktor Skworc
- 2013: Anna Polony oraz Jerzy Trela
- 2014: Justyna Kowalczyk oraz Kamil Stoch
- 2015: Zofia Gołubiew oraz ks. Jacek Stryczek
- 2016: Mieczysław Gil oraz prof. Jacek Purchla
- 2017: abp Marek Jędraszewski oraz abp Grzegorz Ryś
- 2018: prof. Jacek Majchrowski oraz Agnieszka Radwańska
- 2019: prof. Andrzej Gołaś oraz Józef Lassota
- 2020: prof. Wojciech Nowak oraz prof. Tadeusz Słomka
- 2022: gen. Mieczysław Bieniek oraz prof. Jan Ostrowski
- 2023: Sobiesław Zasada oraz Krzysztof Witkowski